# کمسومولسک
کمسومولسک (روسی: Комсомольский-на) شرکت هوافضای روسی است، که در سال ۱۹۲۷ تأسیس شد. این شرکت سازنده هواپیماهای جنگنده؛ سوخو-۲۷، سوخو-۳۳، سوخو-۳۵، سوخو-۵۷، سوخو سو-۳۰ام‌کی‌کی و سوخو-۷۵ است.